# Selscheid
Selscheid (en luxemburguès:  Selschent; en alemany:  Selscheid) és una vila i capital de la comuna d'Eschweiler situada al districte de Diekirch del cantó de Wiltz. Està a uns 47 km de distància de la ciutat de Luxemburg.